# USS LST-247
O USS LST-247 foi um navio de guerra norte-americano da classe LST que operou durante a Segunda Guerra Mundial.